# Antonino Repaci
Antonino Repaci (Torino, 9 novembre 1910 – Torino, 20 febbraio 2005) è stato un magistrato e scrittore italiano.

## Biografia
Originario di Palmi, figlio di Francesco, economista e collaboratore di Luigi Einaudi, e nipote dello scrittore e critico letterario Leonida, Antonino Repaci nacque a Torino nel 1910. Laureato in giurisprudenza, fu collega di studio di Norberto Bobbio. Dopo avere esercitato l'avvocatura, nel 1939 divenne magistrato e nel 1941 prese servizio nella Procura del Tribunale di Cuneo .
Insieme con l'amico Tancredi Galimberti, meglio conosciuto con il nome di Duccio, che sarà un esponente importante della Resistenza piemontese, Repaci preparò, tra l'ottobre del 1942 e l'aprile del 1943, prima della caduta del regime fascista, un Progetto di Costituzione confederale europea ed interna .

Il testo, improntato a ideali europeistici e corporativistici, era "gravido di ingenuità e utopia": proponeva l'abolizione degli eserciti nazionali e l'insegnamento scolastico di una lingua internazionale . Sanciva, inoltre, il divieto di sciopero e di costituzione di partiti politici.
Anche Repaci, come l'amico Duccio, sia pure con ruoli diversi, partecipò alla guerra partigiana nelle province di Cuneo e Savona .
Terminato il conflitto, esercitò le funzioni di pubblico ministero nella Corte d'assise di Cuneo; nel 1938 fondò, con Dino Giacosa e Spartaco Beltrand, la sezione locale del Movimento Federalista Europeo , movimento politico creato da Altiero Spinelli nel 1943.
Scrisse, oltre a testi di argomento giuridico, alcune opere sulla storia italiana della prima metà del Novecento, tra le quali, di particolare interesse, un volume dedicato al partigiano Duccio e uno, edito più volte, alla marcia su Roma.
Morì nella sua città natale, a 94 anni, nel 2005.

## Opere principali
- Fascismo vecchio e nuovo e altri saggi, Torino, Bottega d'Erasmo, 1954.
- Il problema giuridico. Metodologia, dialettica, struttura, Torino, Bottega d'Erasmo, 1956.
- La marcia su Roma. Mito e realtà, Roma, Canesi, 1963.
- Duccio Galimberti e la Resistenza italiana, Torino, Bottega D'Erasmo, 1971.
- Sessant'anni dopo. 28 ottobre 1922: il giorno che stravolse l'Italia, Milano, Rizzoli, 1982.
- Da Sarajevo al maggio radioso. L'Italia verso la prima guerra mondiale, Milano, Mursia, 1985.